# Gregory Mertens
Gregory Mertens (Anderlecht, 2 de fevereiro de 1991 – Gent, 30 de abril de 2015) foi um futebolista belga.

## Carreira
Após defender Anderlecht, Dilbeek Sport, Gent e Cercle Brugge nas categorias de base, Mertens foi promovido ao elenco principal deste último clube em 2011, fazendo sua estreia em fevereiro, em partida entre os "Groen en Zwart" e o Anderlecht, entrando no lugar de Hans Cornelis. O Cercle Brugge perdeu o jogo por 1 a 0.
Em 2014, após 87 jogos e dez gols pelo Cercle Brugge, Mertens deixou a equipe assinou com o Lokeren, último clube de sua curta carreira. Pelos Tricolores, foram 22 partidas.

## Ataque cardíaco em campo e morte
Durante uma partida entre os reservas do Lokeren e do Genk, em 27 de abril, Mertens caiu no gramado após sofrer um ataque cardíaco. Os médicos tentaram reanimá-lo e levaram o atleta ao hospital, colocando-o em coma induzido. O zagueiro faleceu às 4 e meia da tarde (pelo horário da Bélgica), aos 24 anos.